# Ивелин Ингилизов
Ивелин Ингилизов е български футболист, защитник. Роден е на 29 януари 1976 г. в град Бургас. Висок е 180 см.

## Кариера
Играл е в дублиращата група на Нефтохимик (Бургас), Армеец (Сливен), Несебър, Камено, Поморие, „Порт“ (Бургас), Академик (Св.). През 1992 г. печели трето място юноши старша възраст с отбора на Нефтохимик с треньор Р. Кавръков. През 1995 - 1996 г. е шампион с дублиращия отбор на Нефтохимик. През 1996 - 1997 г. е шампион с Армеец (Сливен) в Армейската футболна група.

## Статистика по сезони
- Нефтохимик – 1995/96 г. (дублиращ отбор)
- Армеец (Сливен) – 1996/97 г. (Армейска Футболна Група)
- Несебър – 1997/98 г. „В“-група
- Поморие – 1998/99 г. „В“-група
- Камено – 1999/2000 г. „В“-група
- Академик (Св.) – 2000/01 г. „Б“-група
- Порт (Бургас) – 2001/02 г. „В“-група
- Ботев (Бургас) – 2002/04 г. „А“-окръжна ФГ
- Камено – 2004/09 г. „А“-окръжна ФГ
- Ветрен I – 2009/10 г. „Б“-окръжна ФГ